# Лука-Покупська
45°31′ пн. ш. 15°40′ сх. д. / 45.51° пн. ш. 15.67° сх. д.
Лука-Покупська (хорв. Luka Pokupska) — населений пункт у Хорватії, у Карловацькій жупанії у складі міста Карловаць.

## Населення
Населення за даними перепису 2011 року становило 360 осіб.
Динаміка чисельності населення поселення: